# NGC 4051
Coordenadas:  12h 03m 09.6s, +44° 31′ 55″
NGC 4051 es una galaxia espiral. Contiene un supermasivo agujero negro en el centro.
NGC 4051 es conocida como una galaxia Seyfert, lo que significa que posee brillantes puntos probablemente aumentados por materia cayendo en un supermasivo agujero negro.
NGC 4051 es una galaxia muy bien estudiada. Los catálogos de literatura astronómica califican este objeto con no menos de 32 nombres. Los nombres provienen de las numerosas observaciones, que van desde el infrarrojo hasta longitudes de onda de rayos-X de la luz. Esta galaxia está clasificada como un tipo Seyfert, que significa que su región nuclear produce grandes cantidades de energía y pueden variar en cortos periodos de tiempo (semanas a meses).